# Touškovský potok
Der Touškovský potok, auch Mířovický potok (deutsch Tuschkauer Bach) ist ein linker Zufluss der Radbuza in Tschechien.

## Verlauf
Der Touškovský potok entspringt anderthalb Kilometer nordwestlich von Kostelec in der Stříbrská pahorkatina (Mieser Bergland) am Rande des Senetitzer Waldes. Seine Quelle befindet sich am Westrand des Golfplatzes Alfrédov. An seinem nach Osten führenden Oberlauf wird der Bach bis zum Schloss Alfrédov in sieben kleineren Teichen gestaut, von denen fünf auf dem Terrain des Golfklubs Alfrédov liegen. Danach fließt der Bach in einer seichten Mulde nach Vrhaveč, wo er südöstliche Richtung nimmt und Lochousice, Ves Touškov und U Hřbitova durchfließt. Anschließend wendet sich der Touškovský potok nach Südwesten und bildet südlich der Mirschowitzer Höhe ein Kerbtal. Auf seinem Unterlauf fließt der Bach ab der Einmündung des Mířovický potok wieder mit südöstlicher Richtung an Červený Mlýn und Lisov vorbei nach Hradec, wo ihn die Bahnstrecke Plzeň–Furth im Wald überquert. Nach 13,8 Kilometern mündet der Touškovský potok in Hradec in die Radbuza.

## Zuflüsse
- Beranovský potok (l), bei Vrhaveč
- Radějovický potok (l), unterhalb Vrhaveč im Starý rybník
- Mířovický potok (l), unterhalb von Ves Touškov

## Durchflossene Teiche
- Starý rybník, bei Vrhaveč
- Lochousický rybník, oberhalb von Lochousice
- Touškovský rybník, oberhalb von Ves Touškov